# CSI: Cyber
CSI: Cyber (Crime Scene Investigation: Cyber) es una serie de televisión de drama procedimental policial estadounidense que se estrenó el 4 de marzo de 2015 en CBS.
La serie es un spin-off directo de CSI: Crime Scene Investigation y la cuarta serie de la franquicia CSI. CBS anuncia su cancelación el 12 de mayo de 2016 debido al descenso de la audiencia.

## Premisa
La serie sigue a un equipo de élite de agentes especiales del FBI encargados de investigar delitos cibernéticos en América del Norte. Con sede en Washington D. C., el equipo está supervisado por la subdirectora Avery Ryan, una estimada doctora en filosofía. Ryan es una psicóloga conductual convertida en «ciberpsiquiatra» que creó la división de delitos cibernéticos del FBI y dirige un programa de «hack-for-good», un plan en el que los delincuentes que atrapa pueden trabajar para ella en lugar de recibir una sentencia de prisión. Ryan trabaja con D.B. Russell, un Sherlock Holmes de la costa izquierda e investigador profesional de la escena del crimen que se une al equipo después de un período como director del Laboratorio Criminalístico de Las Vegas. Juntos, Russell y Ryan encabezan un equipo que incluye a Elijah Mundo, Daniel Krumitz (también conocido como Krummy), Raven Ramirez y Brody Nelson, que trabajan para resolver asesinatos relacionados con Internet, robo cibernético, piratería informática, delitos sexuales, chantaje y cualquier otro delito que se considere estar relacionado con lo cibernético dentro de la jurisdicción del FBI.

## Producción

### Concepto y desarrollo
El 18 de febrero de 2014, CBS anunció planes para lanzar un nuevo spin-off de la franquicia titulado CSI: Cyber. Deadline informó que la serie se centraría en investigaciones cibernéticas, a diferencia de las investigaciones forenses que se ven en CSI, CSI: Miami y CSI: Nueva York, afirmando que «[Anthony E.] Zuiker ha estado a la vanguardia de la conversión digital del entretenimiento, experimentando en este ámbito durante la última década». Zuiker, quien escribió la novela digital Level 26, pasó un tiempo en Washington reuniéndose con la CIA, el FBI y el DOD como parte de su investigación para su proyecto Cyber Crimes de CBS de 2009 (que no fue aprobado a serie y probablemente inspiró CSI: Cyber). Se anunció que la serie estaría basada en el trabajo de la productora Mary Aiken, una ciberpsicóloga pionera. El episodio piloto fue escrito por Zuiker, Carol Mendelsohn y Ann Donahue y se emitió el 30 de abril de 2014. CBS anunció que había aprobado oficialmente la serie el 10 de mayo de 2014. La primera temporada, que consta de 13 episodios, se estrenó en marzo de 2015. La segunda y última temporada constó de 18 episodios.
La serie cuenta con la producción ejecutiva de los creadores Carol Mendelsohn, Anthony E. Zuiker y Ann Donahue, la ex productora ejecutiva de CSI: Nueva York Pam Veasey (que actúa como showrunner), Jonathan Littman y Jerry Bruckheimer. Mary Aiken, en quien se basa el programa, participa como productora de la serie. Peter MacNicol dejó el elenco principal al final de la primera temporada, mientras que CBS anunció el 11 de mayo de 2015 que CSI: Cyber fue renovada para una segunda temporada. El 25 de junio de 2015, Moss confirmó en una entrevista en The Project que la temporada 2 incluiría 22 episodios. La temporada 2 se redujo de 22 a 18 episodios y terminó con el episodio titulado «Legacy».

### Casting
El 5 de marzo de 2014, Patricia Arquette fue elegida como la agente especial Avery Ryan en un episodio de primavera de CSI. Se describió a Ryan como «encargada de resolver crímenes de alto octanaje que comienzan en el mundo cibernético y se desarrollan en la vida real». Charley Koontz fue el siguiente actor en ser elegido, interpretando a un personaje llamado entonces Daniel Krummitz, un agente que «rara vez, o nunca, regresa a casa». Peter MacNicol se unió al elenco el 1 de agosto de 2014 como el subdirector Stavros Sifter, «un networker astuto e inteligente; un encantador con un toque de malicia». Posteriormente, los personajes de Koontz y MacNicol pasaron a llamarse Daniel Krumitz y Simon Sifter, respectivamente. Estos anuncios fueron seguidos rápidamente por la elección de James van der Beek como protagonista masculino, en el papel de Elijah Mundo. Mundo fue descrito como «un experto en análisis forense del campo de batalla reclutado por el personaje de Patricia Arquette». Shad Moss anunció su personaje el 20 de agosto de 2014 a través de su cuenta de Instagram. Más tarde se confirmó que interpretaría a «Baby Face» Nelson. Completando el reparto original estaba Hayley Kiyoko como Raven Ramirez, descrita como un personaje que «poseerá un oscuro secreto en su historia principal que Ryan ni siquiera sabrá hasta que sea demasiado tarde». Kiyoko fue elegida el 29 de octubre de 2014.
Tras la cancelación de CSI: Crime Scene Investigation, se anunció que Ted Danson se uniría al elenco de Cyber como D.B. Russell, el recién nombrado Director de Ciberforense de Próxima Generación.

### Rodaje
La filmación de CSI: Cyber tiene lugar en el Studio Center de CBS en el barrio de Studio City en Los Ángeles, California. Numerosas escenas al aire libre se filman localmente en el área de Los Ángeles, incluidas Matteo Street, Spring Street, Main Street, Arroyo Seco y Colorado Street Bridge.

### Música
El tema musical de la serie es «I Can See For Miles» de The Who. 

## Elenco y personajes
| Actor              | Personaje         | Posición                                 | Temporadas | Temporadas |
| Actor              | Personaje         | Posición                                 | 1          | 2          |
| ------------------ | ----------------- | ---------------------------------------- | ---------- | ---------- |
| Patricia Arquette  | Dra. Avery Ryan   | Agente Especial a Cargo / Ciberpsicóloga | Principal  | Principal  |
| James Van Der Beek | Elijah Mundo      | Agente Especial Superior                 | Principal  | Principal  |
| Charley Koontz     | Daniel Krumitz    | Especialista Técnico                     | Principal  | Principal  |
| Bow Wow            | Brody Nelson      | Hacker                                   | Principal  | Principal  |
| Hayley Kiyoko      | Raven Ramírez     | Especialista Técnica                     | Principal  | Principal  |
| Peter MacNicol     | Simon Sifter      | Subdirector                              | Principal  |            |
| Luke Perry         | Nick Dalton       | Exagente                                 | Recurrente |            |
| Ted Danson         | D.B. Russell      | CSI                                      |            | Principal  |
| Sabana George      | Sra. Linda Palmer | Directora Nacional                       |            | Recurrente |

## Episodios
| Temporada | Temporada | Episodios | Episodios | Emisión original     | Emisión original        |
| Temporada | Temporada | Episodios | Episodios | Primera emisión      | Última emisión          |
| --------- | --------- | --------- | --------- | -------------------- | ----------------------- |
|           | Intro     | 2         | 2         | 30 de abril de 2014  | 16 de noviembre de 2014 |
|           | 1         | 13        | 13        | 4 de marzo de 2015   | 13 de mayo de 2015      |
|           | 2         | 18        | 18        | 4 de octubre de 2015 | 13 de marzo de 2016     |